# Hjalmar Elworth
Hjalmar Elworth, född 16 november 1824 i Stockholm, död 12 juli 1887 i Jönköping, var en svensk fortifikationsofficer, ingenjör och järnvägsdirektör.
Hjalmar Elworth var utomäktenskaplig son till John Ericsson och officersdottern Caroline Lilliesköld, senare gift med Carl Johan Schlyter. Till en början uppfostrades han hos sin faster prostinnan Carolina Odhner och blev därmed fosterbror till Clas Theodor Odhner. Han var elev vid Skara skola och därefter elev vid Trollhätte kanals byggnation och blev 1845 arbetschef där. 1841 hade han blivit furir vid Västgöta-Dals regemente, avlade 1843 officersexamen och blev därefter först sergeant och sedan underlöjtnant vid Bohusläns regemente. 1849 avlade han avgångsexamen från Högre artilleriläroverket och 1850 civilingenjörsexamen. Samma år befordrades han till löjtnant vid Bohusläns regemente och blev 1851 generalstabsofficer. 1852-1854 fungerade han som arbetschef vid bygget av Härnösands kanal och förflyttades 1855 till Väg- och vattenbyggnadskåren, det område där han redan tidigare haft sin främsta sysselsättning. Han befordrades samma år till kapten och blev även stationsingenjör vid Styrelsen för statens järnvägsbyggnader vid södra stambanan. 1857 utsågs Elworth till distriktsingenjör. 1862 blev han tillförordnad intendent vid Statens järnvägstrafik och erhöll samma år avsked från sin militära position. 1863 blev Elworth intendent vid första distriktet och ledamot av Styrelsen för statens järnvägstrafik och 1866 tillförordnad föredragande för ban- och maskinavdelningarna där. 1870 blev Elworth överdirektör för ban- och maskinavdelningarna, från 1873 enbart för banavdelningen.
Elworth var även ledamot av vattenlagskommittén 1864, ledamot av kommittén för uppgörande av plan för enskilda järnvägsanläggningar 1869-1870 och av norrländska järnvägskommittén 1885. Han blev riddare av Vasaorden 1869 och kommendör av 1:a klass av samma orden 1882, riddare av Nordstjärneorden 1862, riddare av Sankt Olavs orden 1871 och riddare av Dannebrogorden. Han var från 1872 ledamot av Kungliga Krigsvetenskapsakademien.
Han gifte sig i Vänersborg 8 september 1855 med Sophia Magdalena Fahlman (född 28 mars 1834 i Härnösand, död 4 november 1921 i Jönköping).